# Омелич
Омелич (в верховье Большой Омелич; устар. Амелич, Емельджа) — река в России, протекает по Парабельскому району Томской области. Устье реки находится в 262 км по левому берегу реки Парабель. Длина реки составляет 185 км, площадь водосборного бассейна 2110 км².

## Притоки
(км от устья)
- Никин (пр)
- Черноушка (лв)
- 58 км: Чёрная Речка (пр)
- Лесной (лв)
- Сензик (пр)
- 81 км: Боржунак (пр)
- 90 км: Кудья (пр)
- Песочный (пр)
- Кульга (лв)
- 113 км: Рыбальная (пр)
- Чумкела (лв)
- 131 км: Корга (лв)
- Чистый (пр)
- Чалая (лв)
- Капта (пр)
- 146 км: Малый Омелич (лв)
- Чистый (пр)
- Буровой (лв)
- Кривой (пр)
- Развилок (лв)
- Глубокий (пр)

## Данные водного реестра
По данным государственного водного реестра России относится к Верхнеобскому бассейновому округу, водохозяйственный участок реки — Обь от впадения реки Кеть до впадения реки Васюган, речной подбассейн реки — Кеть. Речной бассейн реки — (Верхняя) Обь до впадения Иртыша.
Код объекта в государственном водном реестре — 13010700112115200029260.